# Полина Осипенко
Полина Денисовна Осипенко рођена Денисовна (рус. Поли́на Дени́совна Осипе́нко; Новоспасовка, код Бердјанска, 8. октобар 1907 — Рјазањска област, 11. мај 1939), совјетски пилот и једна од три жене које су 1938. године прве проглашене за Хероје Совјетског Савеза.

## Биографија
Полина Денисова је рођена 8. октобра 1907. године у селу Новоспасовка у Запорожју. Потицала је из многочлане сељачке породице и била је девето дете у породици. Након завршене основне школе, 1918. године похађала је курсеве живинарства и потом је радила у колохозу за узгој живине. Од 1927. године је радила у колхозу „Пут у социјализам”. Године 1930. је дипломирала на предметима из узгоја живине у Бердјанску, па је након тога била шеф колхоза.
Године 1926. се удала за Степана Говиаза, војног пилота. Априла 1931. је напустила посао у колхозу и отишла у Качу, код Севастопоља, где је њен супруг био на служби. Првобитно је радила као конобарица у Пилотској школи. Ту је заволела авијацију, па ју је супруг Степан припремао да пође у војну школу у Качи. Убрзо нако тога њен супруг је био послат на службу у Ростовску област (касније је био ухапшен и умро је у принудном радном логору). У чланство Свесавезне комунистичке партије (бољшевика) била је примљена 1932. године.
Њен први покушај да упише Кчинско више војне авијацијско училиште пилота било је без успеха. Пошто се школа налазила на неколико локација, доручак је питомцима и наставницима био ношен авионом сваког дана. Пошто је Полина радила у ресторану она је била задужена да са пилотима разноси храну. Приликом ових летова на авиону УТ-2 инструктори летења су допуштали Полини да се брине о управљању. Тако је успела да научи да контролише авион УТ-2. Приликом посете народног комесара за војна и поморска питања Климента Воришилова овој пилотској школи Полина га је молила да јој одобри да упише школу и он јој је дао сагласност.
Дипломирала је 1933. године и након тога је службовала као пилот и командир везе у борбеном авздухопловству у Харкову, Кијеву и Москви. Тада се упознала са младим пилотом, а касније генералом авијације Александром Осипенком и 1935. године се удала за њега. Године 1937. је установила четири светска рекорда на хидроавиону МБР-2, а маја исте године још три рекорда у висини и носивости. Јула 1938. године је предводила непрекидни лет између Севастопоља и Архангељска.
Као једна од најбољих жена пилота у Совјетском Савезу, септембра 1938. године је заједно са Валентином Гризодубовом, која је била вођа лета и Марином Расковом, навигатором, била укључена у посаду која је на авиону АНТ-37, од 24. до 25. септембра 1938. године, извршила непрекидни лет од Москве до Комсомољска на Амуру (Далеки исток). Оне су тада поставиле међународни рекорд у женском летењу од 26 сати и 29 минута, прелетевши растојање од 6.450 km. За изражени хероизам, током извршења овог подвига, одлуком Централног извршног комитета СССР 2. новембра 1938. године, заједно с Валентином Гризодубовом и Марином Расковом добила је почасно звање Хероја Совјетског Савеза и одликована је Орденом Лењина.
Октобра 1938. године је била постављена за пилота-инспектора за технику акробације и мнетора борбених летова у Московском војном округу. Марта 1939. године је била делегат на Осамнаестом конгресу СКП(б). Исте године је била унапређена у чин мајора.
Погинула је у авионској несрећи 11. маја 1939. године у обављању тренажног лета. Заједно са њом страдао је и шеф Главне пилотске инспекције совјетског ратног ваздухопловства пуковник Анатоли Серов (1910—1939), такође Херој Совјетског Савеза. Њихов авион пао је на територији Рјазањске области.
Након погибије њихове урне су са највишим почастима биле сахрањене у Кремаљској некрополи на Црвеном тргу у Москви.

## Одликовања
Полина Осипенко је била добитница неколико одликовања Совјетског Савеза. Звање Хероја Совјетског Савеза је добила 2. новембра 1938. године и била је друга жена проглашена за Хероја СССР. Због трагичне погибије, никада јој није била уручена Медаља Златна звезда, која је установљена новембра 1939. године као симбол хероја СССР. Њој је била намењена медаља број 105.
Приликом доделе звања хероја СССР, 2. новембра 1938. године аутоматски је добила и Орден Лењина, а нешто раније исте године — 15. јула је такође била одликована Орденом Лењина. Поред два Ордена Лењина била је носилац и Ордена црвене заставе за рад, којим је одликована 26. децембра 1936. године.
Њен други супруг Александар Осипенко, учествовао је од јануара до јуна 1938. године у Шпанском грађанском рату. За своје пилотске заслуге и исказани хероизам у борби, он је 22. фебруара 1939. године био проглашен за хероја Совјетског Савеза. Полина и Александар су тада постали први брачни пар у коме су обоје супружника били хероји Совјетског Савеза.
У знак сећања на Полину Осипенку њено родно село Новоспасовка у Запорожју је 1939. године преименовано у Осипенко. Такође, њеним именом је названо и село Осипенко формирано 1940. године у близини Севастопоља. Од 1939. до 1958. године њено име носио је град Бердјанск у Украјинској СССР.